# Jäkle-Grab

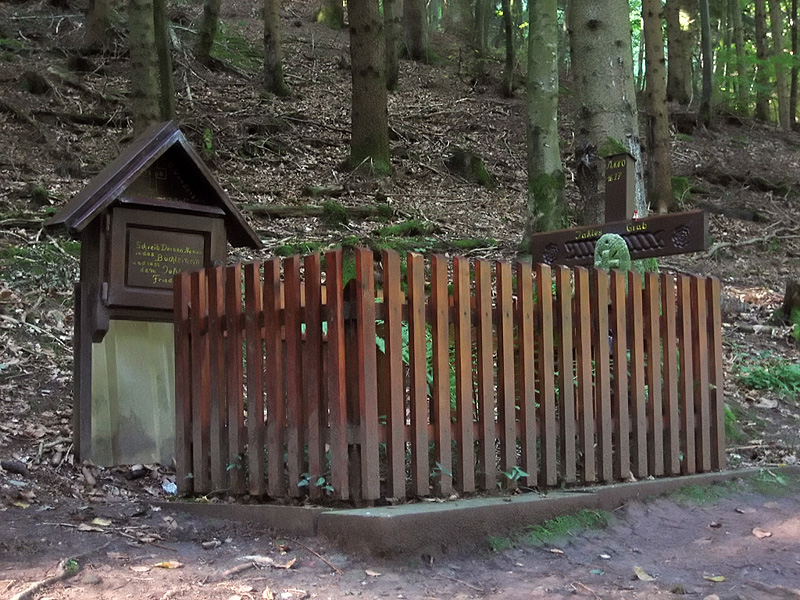
Jäkle-Grab im Jahr 2006

Das Jäkle-Grab ist ein Grabmal im Wald nahe der Gemarkungsgrenze zwischen den Ortschaften Bergfelden und Heiligenzimmern im Landkreis Rottweil. Das beliebte Wanderziel ist auf dem Fußweg von Heiligenzimmern her erreichbar. Ein weiterer Weg beginnt am Wanderparkplatz bei Bergfelden. Ebenfalls auf gut ausgebauten Wegen erreicht man das Ziel vom Wanderparkplatz gegenüber dem Schützenhaus Vöhringen.

## Ursprung des Grabes
Die jüngste schriftliche Überlieferung stammt aus dem Jahre, als Hans Kimmich (geb. 1834) die mündlich erhaltenen Geschichten zu Papier brachte. Als gesichert kann jedoch gelten, dass der Viehhirte Michael Jäkle 1627 starb und im Wald an besprochener Stelle beerdigt wurde. Undokumentiert bleibt der Einfluss des Dreißigjährigen Kriegs, während dessen die meisten Einwohner Bergfeldens samt deren Pfarrer in die Stadt Sulz am Neckar flohen.

## Das Grab und der Name „Jäkle“

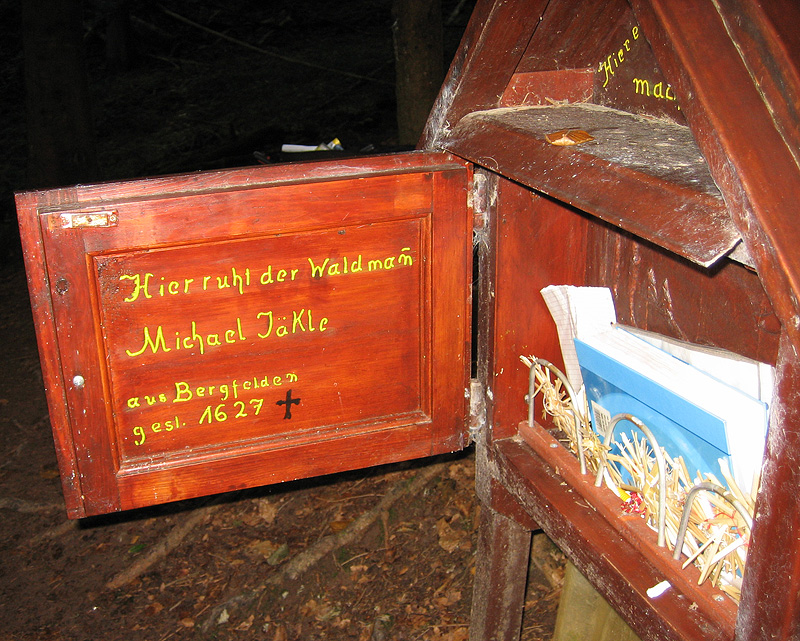
Schrein beim Jäkle-Grab, mit der Schreibweise „Michael Jäkle“

Erhalten ist ein steinerner Grabstein am (heute in Holz) gefassten Grab. Das heutige hölzerne Grabkreuz und die Inschrift im Schrein nennen den Namen „Jäkle“ beziehungsweise „Michael Jäkle“ mit einfachem „k“. Hans Kimmich nennt ihn ebenfalls „Jäkle“ mit einfachem „k“, aber ohne Vornamen. Bei der Gemeinde Bergfelden findet sich der Name „Johann Jäckle“, der von Zeitungsberichten übernommen wurde.
Am Grab selbst findet sich weiterhin ein Schrein, der von einem Bürger des Ortes Bergfelden erbaut wurde. Darin liegt eine Broschüre mit den Geschichten von Hans Kimmich und seinem Sohn G. Kimmich, sowie ein Gästebuch, in das sich Besucher eintragen können. Ältere Gästebücher sind im Rathaus Bergfelden verwahrt.
Die Geschichte von Hans Kimmich wurde von einem Sohn oder Bruder von Edmund A. Jäkle Anfang des 20. Jahrhunderts ins Englische übersetzt.

## Der „Jäkle“ heute
Die Narrenfreunde Bergfelden, gegründet 1998, stellen als Figur den Viehhirten „Jäkle“ dar, wie er typischerweise im Mittelalter üblich anzutreffen war. Bei der Gestaltung des Kleides wurde auf Bücher und Dokumentationen aus dieser Zeit zurückgegriffen. Die Figur besteht im Wesentlichen aus der Holzmaske, Hut, Stiefel, Hirtenhose, Schäferumhang, Hemd, Jacke und dem Hirtenstab. Der Hut ist mit Tannenzapfen geschmückt, auf dem Umhang befindet sich das Wappen von Bergfelden (die Wehrkirche) und auf dem Hemd das Wappen der Narrenfreunde Bergfelden.

## Überlieferung von Hans Kimmich
Vor etwa 300 Jahren wurde in dem Dörfchen Bergfelden da unten in einer armseligen Hütte ein Knäblein geboren. Die Eltern waren noch jung, der Vater war Jagdgehilfe beim Baron, der in der Nähe sein Schloß  hatte, die Mutter arbeitete als Taglöhnerin. Schon als Kind zeigte Jäkle (wie man ihn nannte) ein sonderbares Wesen. Er spielte nicht wie andere Kinder, sondern streifte in Wald und Feld umher, wo er die Tiere und Vögel aufstöberte. Öfters brachte er junge Hasen und junge Vögel mit nach Hause. Schreiben und Lesen hat er nie gelernt, dazu war er untauglich. Als er etwa 12 Jahre alt war, bat er seinen Vater, er möge ihn auf die Waldwiese bringen (der Erzähler zeigte in die Richtung bergauf, wo nach 10 bis 16 Minuten Anstieg das Waldgelände eine größere Ebene bildete). Auf dieser Waldwiese weidete das Vieh, das dem Bauern und dem nahen Kloster [Kirchberg] gehörte. Dort wollte Jäkle als Hüterbub leben und weilen, solange er lebte. Sein Vater erfüllte ihm seinen Wunsch gerne und übergab ihn einem alten Schäfer, welcher den Jungen bald lieb gewann und ihn in alle seine geheimen Künste und seine Wissenschaft, die er der Natur abgeschaut hatte, einweihte. Jäkle konnte bald alle Tierstimmen nachahmen. Kam jemand in ihre Behausung, so rief aus irgendeiner Ecke ein alter Rabe: Was witt dau? (Was willst du?) oder es kam eine Rehgeiß heran und leckte einem die Hand. An einem Querstab in der Ecke hatten Ringelnattern ihren Platz. Einem alten Fuchs gefiel es hier besser als in seinem Bau, er lag meistens vor der Hütte in der Sonne. Ein riesiger Schäfhund, der die Viehhirten zum Viehhüten brachte, hatte alle anderen Tiere lieb und war ihr Beschützer. Ohne diesen klugen Hund wäre manches Stück Vieh, das sich verlief, verloren gewesen.

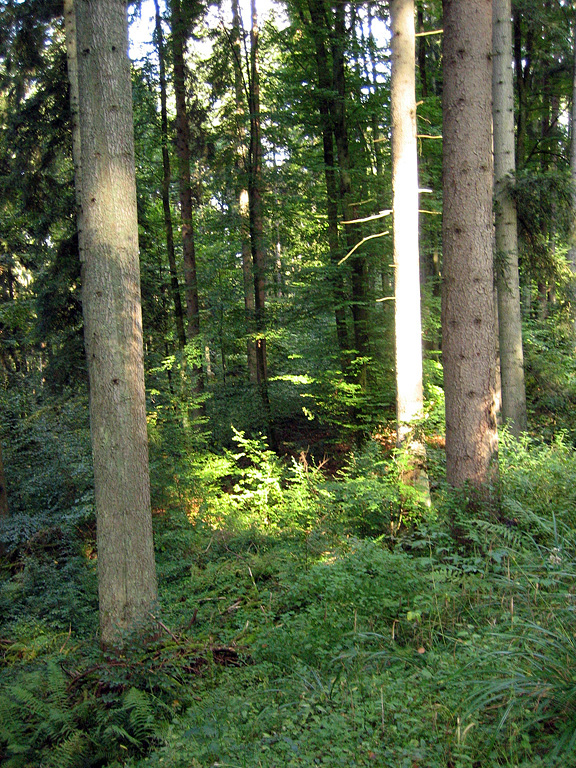
Wald beim Jäkle-Grab, aufgenommen im Jahr 2006

Er holte alle wieder zurück, ohne dass einer von den beiden Hirten mit ihm ging. Jäkle, der den Hund am besten verstand, brauchte nur zu sagen: „Karro such!“ und mit dem Arm Zeichen zu geben, und er gab Antwort und flog davon. Kam dann der Winter, wurde das Vieh in die Ställe der Besitzer getrieben und die Hirten kehrten zu ihren Angehörigen zurück, jedoch nicht, ohne vorher ihre Haustiere zu versorgen. Jäkle nahm den sprechenden Raben mit und sein alter Lehrmeister, den Hund. Wenn nun Jäkle an den Winterabenden in den Lichtstuben erschien, was selten genug vorkam, trieb er mit den jungen Leuten allerhand Schabernack. Er konnte z. B. machen, dass einer, dem er die Hand auf die Schulter legte, nicht mehr von seinem Stuhl aufstehen oder ein Mädchen sein Spinnrad nicht mehr in Bewegung setzen konnte, bis Jäkle sein erlösendes Wort sprach.
Auch als Wunderdoktor beim Vieh war er weit herum bekannt; besonders bei Geburten von Fohlen und schwierigen Kälbergeburten soll er wahre Wunder vollbracht haben, indem er den Tieren einige Male mit der Hand den Nacken entlangstrich. Sie wurden ruhig und alles ging normal von sich. Jedoch seines Amtes durfte Jäkle nur bis Mitternacht walten. Beim 12-Uhr-Schlagen musste er zuhause sein. Warum dieses so war, hat er niemand gesagt. Als Hexenbanner wurde Jäkle in der damaligen Zeit manchmal um Rat gefragt.
Ein Bauersmann kam auch zu ihm und erzählte, dass es seit einiger Zeit in seinem Hause nicht mehr geheuer sei. Mitten in der Nacht werde sein Vieh unruhig, und wenn er dann nachsehe, stünden alle Tiere zitternd und schwitzend da und den Pferden seien die Schwänze geflochten. Jäkle gebot dem Mann, er solle an seine Stalltüre drei Kreuze mit Kreide malen und drei Nächste bis nach Mitternacht im Stall wachen. Wenn er etwas sehe, solle er es mit der Mistgabel erstechen. Wie ihm Jäkle sagte, so tat der Mann und der Spuk hörte auf. Der Nachtwächter erzählte dem Bauern dann später einmal, er habe drei Nächte lang einen großen, zottigen Hund um sein Haus schleichen sehen.
Ein Schmied kam zum Jäkle und klagte ihm, dass ihn jede Nacht etwas, von dem er nicht sagen könne, was es sei, würge und plage, bis seine Kräfte erlahmten und er am Morgen todmüde sein Lager verlasse. Er bat Jäkle um Hilfe. Dieser ging einen Augenblick in ein Nebengemach und als er zurückkam, gebot der dem Schmied, er solle das Ding, welches ihn plage, zu fassen versuchen und es auf seinen Amboß nehmen und zuschlagen. In der folgenden Nacht bekam der Schmid ein Ding wie eine Maus zu fassen. Er stand auf, nahm es auf seinen Amboß und schlug drauf. Am andern Morgen soll irgendwo im Dorf eine Person mit zerschlagenem Kopf tot im Bett gelegen haben. Von da ab hatte der Schmid wieder ruhige Nächte.
Es war wieder einmal Winter geworden und Jäkle bezog sein altes Häuschen im Dorf als Winterquartier. Diesmal aber war er gar nicht wie sonst. Er lebte ganz zurückgezogen. Wenn ihn eine alte Base, die ihm den Haushalt besorgte, seit seine Eltern tot waren, nicht aufgesucht hätte, hätte wohl niemand bemerkt, dass Jäkle sterbenskrank auf seinem Lager lag. Er sah seinen Tod voraus und gab seiner Base seinen letzten Willen kund: „Sorge dafür, dass ich in der Nähe meiner Viehweide unter einer große Tanne, die auf einer Anhöhe steht, begraben werde. Aber nicht früher, bis dreimal 24 Stunden nach meinem Tode vergangen sind.“ Er zeigte der Base noch genau an, wo die Tanne steht und welche Zeichen er in ihre Rinde geritzt hatte. Als Jäkle gestorben war und das Begräbnis stattfinden sollte, wurde der Sarg auf einen mit zwei Pferden bespannten Wagen geladen. Als sich der Leichenzug gerade von dem Häuschen entfernte, schauten einige Teilnehmer nochmals zurück. Und was sahen sie? Jäkle schaute pfeiferauchend zum Fenster heraus dem Leichenzug nach. Der Weg zum Wald stieg ununterbrochen an, doch die Pferde brauchten nicht zu ziehen, die Stränge waren nie angespannt. Das Gefährt wurde wie von unsichtbarer Hand fortbewegt bis zu einer Stelle kurz vor dem Begräbnisplatz. Obwohl hier der Weg abschüssig war, mussten die Pferde so ziehen, dass der Schweiß ihnen auf der Stirn stand, als sie am Grab angelangt waren. Der Wald rauschte, und die Vögel hatten den Trauergesang übernommen. Als der Sarg in die Grube versenkt wurde, setzte plötzlich ein Brausen in den Lüften ein, und es war, als wären alle Naturgewalten losgelassen. Die Tannen bogen sich und es wurde ganz dunkel. Nachdem sich das Grab geschlossen hatte, war alles wieder ruhig. Aber die Leute, die den Jäkle zu seiner letzten Ruhestätte begleitet hatten, wurden auf dem Heimweg abermals in Schrecken versetzt: Obwohl sie soeben den Jäkle begraben hatten, sahen sie, wie er mit seinem mächtigen Hund hinter seiner Viehherde herging, die er jeden Tag um diese Zeit hinüber zum Viehhaus brachte. Aber – es war doch Winter und kein Vieh konnte auf der Weide sein. Bis heute soll zur mitternächtlichen Stunde das Läuten der Kuhglocken und der Lockruf Jäckles im Wald zu vernehmen sein.

## Überlieferung von G. Kimmich (1937)
Die Geschichte vom Jäkle, wie sie mein Vater hier aufgeschrieben hat, geht auf die Erzählungen seines Großvaters, also meines Urgroßvaters zurück. Der hat den Jäkle auch nicht mehr gekannt, denn er ist 1834 geboren, während Michael Jäckle – das war Jäkles richtiger Name – schon 1627 starb. In der Zwischenzeit wird so manches über den Jäkle in Vergessenheit geraten sein, das eine oder andere ist vielleicht auch dazugekommen. Auf jeden Fall habe ich als Kind meinen Vater die Jäklegeschichten so erzählen hören, wie sie hier stehen. Dabei tat er immer so, als ob er selbst daran glaubte, und am Schluss berichtete er dann noch von seinem eigenen Erlebnis mit Jäkle:
In seinen Jugendjahren war er eines Tages mit seinem jüngeren Bruder Fritz im Wald, in der Nähe von Jäkles Grab, und erzählte ihm, was es mit dem Jäkle so auf sich gehabt haben soll. Auch dass er heute noch unwirsch reagiere, wenn ihn im Wald jemand mit „Jockele sperr!“ rufe – worauf Fritz auf der Stelle die zwei Worte in den Wald rief.
Nichts passierte.
Als die beiden nach Hause kamen, rief die Mutter zum Vesper und hieß Fritz einen Krug Most aus dem Keller holen. Doch nach einiger Zeit kam er mit dem leeren Krug zurück. „Der Krug ist leer! Da kommt kein Tropfen mehr raus, ich hab sogar das Spundloch aufgemacht!“ „Das kann nicht sein“, sagte die Mutter, „wir haben es doch erst angestochen! Hans geh du, der Fritz ist zu dumm zum mostholen!“. Mein Vater tat wie geheißen und kam nach wenigen Minuten mit dem vollen Krug zurück, stellte ihn auf den Tisch und sagte „Jockele sperr!“.